# Daphny van den Brand
Daphny van den Brand (Zeeland, 6 april 1978) is een Nederlands voormalig veldrijdster.

## Loopbaan
Daphny van den Brand begon met fietsen toen ze acht jaar oud was. Al op jonge leeftijd reed ze mee met diverse wedstrijden en won ze zelfs regelmatig in wedstrijden waarin jongens uitkwamen. Haar sterkste punt bleek al snel de sprint te zijn, waarin ze haar concurrenten bijna altijd wist te verslaan.
Bij de Nederlandse juniorenselectie kwam Van den Brand in een sterk team te rijden, maar wist ze nog altijd regelmatig haar wedstrijden in de sprint te winnen. Wel moest ze regelmatig rijdsters als Mirella van Melis en Sonja van Kuik voor laten gaan. In 1993 pakte ze als juniore haar eerste medaille in het veldrijden door in Sint-Michielsgestel de bronzen medaille op te eisen achter Natascha den Ouden en Jet Jongeling.
In 1994 werd ze door bondscoach Leo van Zeeland gevraagd of ze eens een wedstrijd wilde mountainbiken. Ze reed mee tijdens een wedstrijd in Bergschenhoek en werd meteen vijfde. Daarna reed ze nog mee tijdens het EK en WK junioren en werd beide keren zevende. Van den Brand werd het rijden op de weg beu en verkoos het mountainbiken en het veldrijden boven de wegwedstrijden. Deze overstap leverde haar een hoop successen op. In de jaren daaropvolgend werd Van den Brand elfvoudig Nederlands kampioene veldrijden. In Monopoli werd ze in 2003 zelfs wereldkampioene. Ook werd ze in 2003 Nederlands kampioene op de mountainbike.
In 2006 pakte ze de bronzen medaille tijdens het WK veldrijden 2006 terwijl ze de huizenhoge favoriete was. Materiaalpech zorgde er echter voor dat ze op achterstand kwam te rijden, waarna Marianne Vos wereldkampioene werd voor Hanka Kupfernagel. Ook werd zij Europees kampioen veldrijden, een titel die zij in 2007 met succes verdedigde.
In 2010 werd ze wederom Europees kampioen.
In het seizoen 2011-2012 won ze de Wereldbeker. Tegen het einde van dat seizoen besloot ze te stoppen met veldrijden. Haar laatste veldrit was in Oostmalle, die ze wist te winnen.

## Palmares

### Veldrijden
| Seizoen   | Wereldbeker                                                           | Superprestige                   | GvA Trofee                                   | WK     | NK | EK     | Overige                                                            | Totaal aantal zeges |
| --------- | --------------------------------------------------------------------- | ------------------------------- | -------------------------------------------- | ------ | -- | ------ | ------------------------------------------------------------------ | ------------------- |
| 1993-1994 |                                                                       |                                 |                                              | NVT    | ↑  | NVT    |                                                                    | 0                   |
| 1994-1995 |                                                                       |                                 |                                              | NVT    | ↑  | NVT    |                                                                    | 0                   |
| 1995-1996 |                                                                       |                                 |                                              | NVT    | 5e | NVT    |                                                                    | 0                   |
| 1996-1997 |                                                                       | Gieten                          |                                              | NVT    | 4e | NVT    | Reusel                                                             | 2                   |
| 1997-1998 |                                                                       | Gieten                          |                                              | NVT    | ↑  | NVT    | Reusel, Moergestel                                                 | 4                   |
| 1998-1999 |                                                                       | St-Michielsgestel, Gieten       | Loenhout                                     | NVT    | ↑  | NVT    | Boxel, Reusel                                                      | 6                   |
| 1999-2000 |                                                                       | Gieten                          |                                              | Brons  | ↑  | NVT    |                                                                    | 2                   |
| 2000-2001 |                                                                       | St-Michielsgestel, Gieten       | Oostmalle                                    | Brons  | ↑  | NVT    | Dottenijs, Leudelange, Zeddam                                      | 7                   |
| 2001-2002 |                                                                       | St-Michielsgestel               | Loenhout                                     | Brons  | ↑  | NVT    | Huijbergen, Amersfoort, Overijse, Hofstade, Pijnacker, Hoogerheide | 9                   |
| 2002-2003 | Frankfurt, Kalmthout, Liévin, Wetzikon, Hoogerheide, eindklassement   |                                 | Loenhout, Oostmalle                          | Goud   | ↑  | NVT    | Huijbergen, Bladel, Lieshout, Hofstade, Pijnacker                  | 15                  |
| 2003-2004 | Turijn                                                                |                                 | Oostmalle                                    | 11e    | ↑  | DNF    | Woerden, Vossem, Kalmthout                                         | 5                   |
| 2004-2005 | Pijnacker, Milaan                                                     | St-Michielsgestel               | Loenhout                                     | 6e     | ↑  | 6e     | Woerden, Moergestel, Kalmthout, Overijse, Pétange                  | 10                  |
| 2005-2006 | Kalmthout, Pijnacker, Milaan, Hofstade, Hooglede, Lièvin, Hoogerheide | St-Michielsgestel               | Oudenaarde, Oostmalle                        | Brons  | ↑  | 6e     | Hamburg, Woerden, Moergestel, Overijse                             | 15                  |
| 2006-2007 |                                                                       |                                 |                                              | 4e     | ↑  | Goud   | Harderwijk, Frankfurt, Overijse, Veghel                            | 6                   |
| 2007-2008 | Kalmthout, Koksijde, Milaan                                           | Veghel                          | Oudenaarde, Lille, Oostmalle, eindklassement | 8e     | ↑  | Goud   | Woerden, Moergestel, Antwerpen, Huijbergen                         | 13                  |
| 2008-2009 | Kalmthout, Milaan                                                     |                                 | Loenhout, Lille, eindklassement              | 7e     | ↑  | 5e     | Woerden, Tervuren                                                  | 7                   |
| 2009-2010 | Kalmthout, eindklassement                                             | Gieten                          | Namen, Loenhout, eindklassement              | Brons  | ↑  | Zilver | Antwerpen, Tervuren                                                | 9                   |
| 2010-2011 |                                                                       | Zonhoven                        | Oostmalle                                    | DNF    | ↑  | Goud   | Woerden                                                            | 4                   |
| 2011-2012 | Koksijde, eindklassement                                              | Zogge, Middelkerke, Hoogstraten | Baal, Oostmalle, eindklassement              | Zilver | ↑  | Goud   | Woerden, Heerlen                                                   | 11                  |

### Mountainbike
2002
- Hondsrug Classic
- NK

2004
- Hondsrug Classic
- MTB Topcompetitie

2007
- Hondsrug Classic

2008
- Hondsrug Classic

2009
- Stappenbelt Rabobank MTB Trophy